# Benigny z Dijon
Benigny z Dijon, łac. Benignus, fr. Bénigne de Dijon (zm. w III wieku w Dijon w Burgundii) – pierwszy zwiastun chrześcijaństwa w Dijon i patron miasta, męczennik oraz święty Kościoła katolickiego, zwany apostołem Burgundii.
Niektóre informacje pochodzą z dzieł św. Grzegorza z Tours: De gloria martyrum oraz Historii Franków. Jest to fakt zbudowania bazyliki (obecnie katedra Cathédrale Saint-Bénigne de Dijon) i opactwa nad  grobem św. Benignego jego imienia, oraz wspomnienie liturgiczne obchodzone 1 listopada ujęte w Martyrologium św. Hieronima.
W kościele tym spoczywają m.in. Grzegorz z Langres, Jan bez Trwogi i Władysław Biały w benedyktyńskim grobowcu.
Według późniejszych przekazów z VI wieku Benigny miał być wysłany z misją przez św. Polikarpa ze Smyrny (+156) i ponieść śmierć męczeńską za czasów panowania Aureliana (270-275), co chronologicznie nie jest do pogodzenia.
W średniowieczu jego kult był bardzo żywy w Burgundii i poza jej granicami a to za sprawą miejscowego benedyktyńskiego opactwa jego imienia. Ślady tego kultu znajdują się również w Polsce. Szczególnym kultem darzył św. Benignego św. Grzegorz z Langres (+541), który wyraził życzenie, aby być pochowanym obok męczennika. Wcześniej przywrócił bazylikę jemu poświęconą do świetności i wybudował kryptę, do której przeniesiono sarkofag Świętego. Tym samym położył kres czczenia grobu przez lud, co według św. Grzegorza było pogańskim zwyczajem. 
Zobacz też
- kult świętych
- męczennicy wczesnochrześcijańscy
- modlitwa za wstawiennictwem świętego
- święci i błogosławieni Kościoła katolickiego